# Pratt & Whitney JT9D

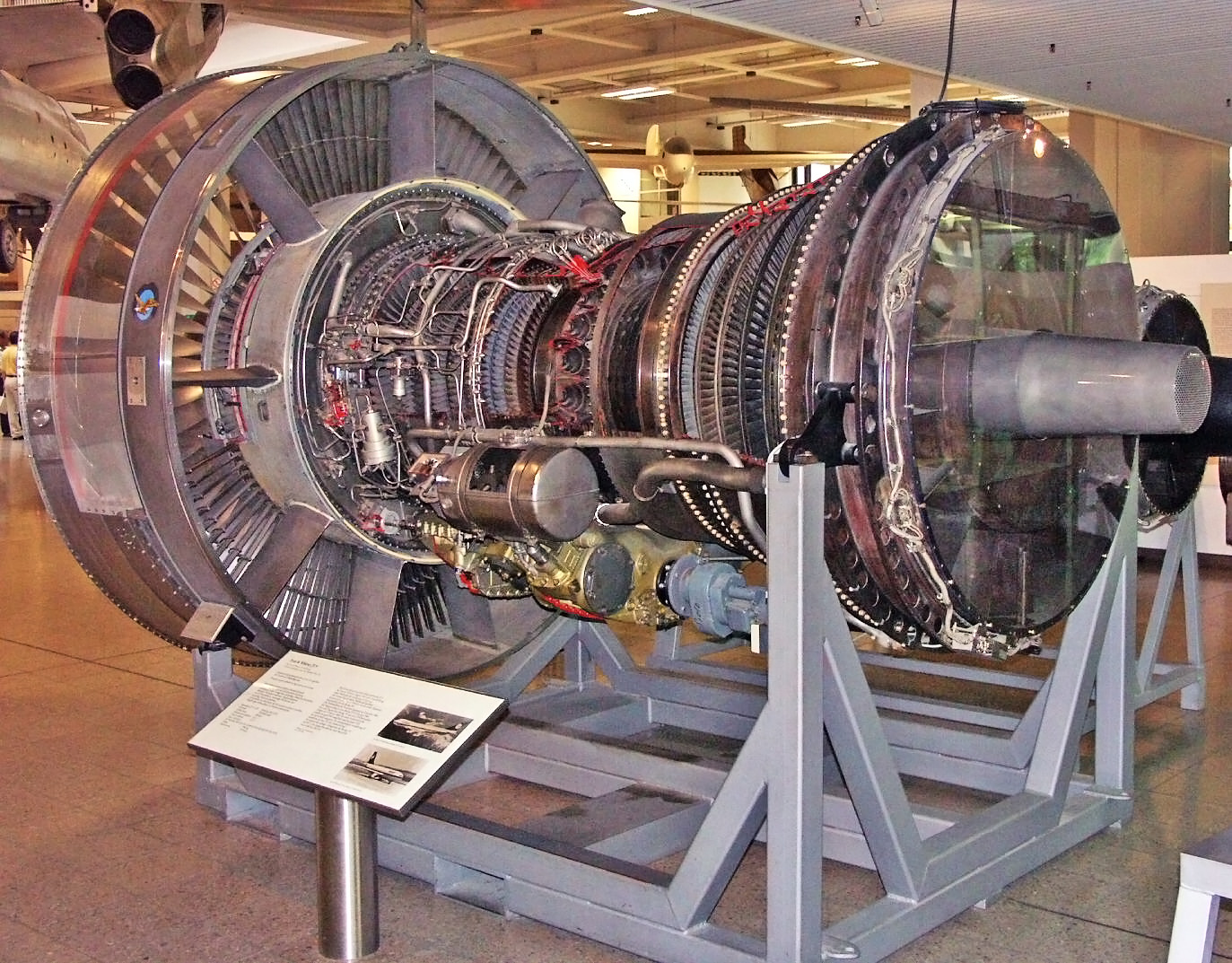
Pratt & Whitney JT9D ohne Verkleidung

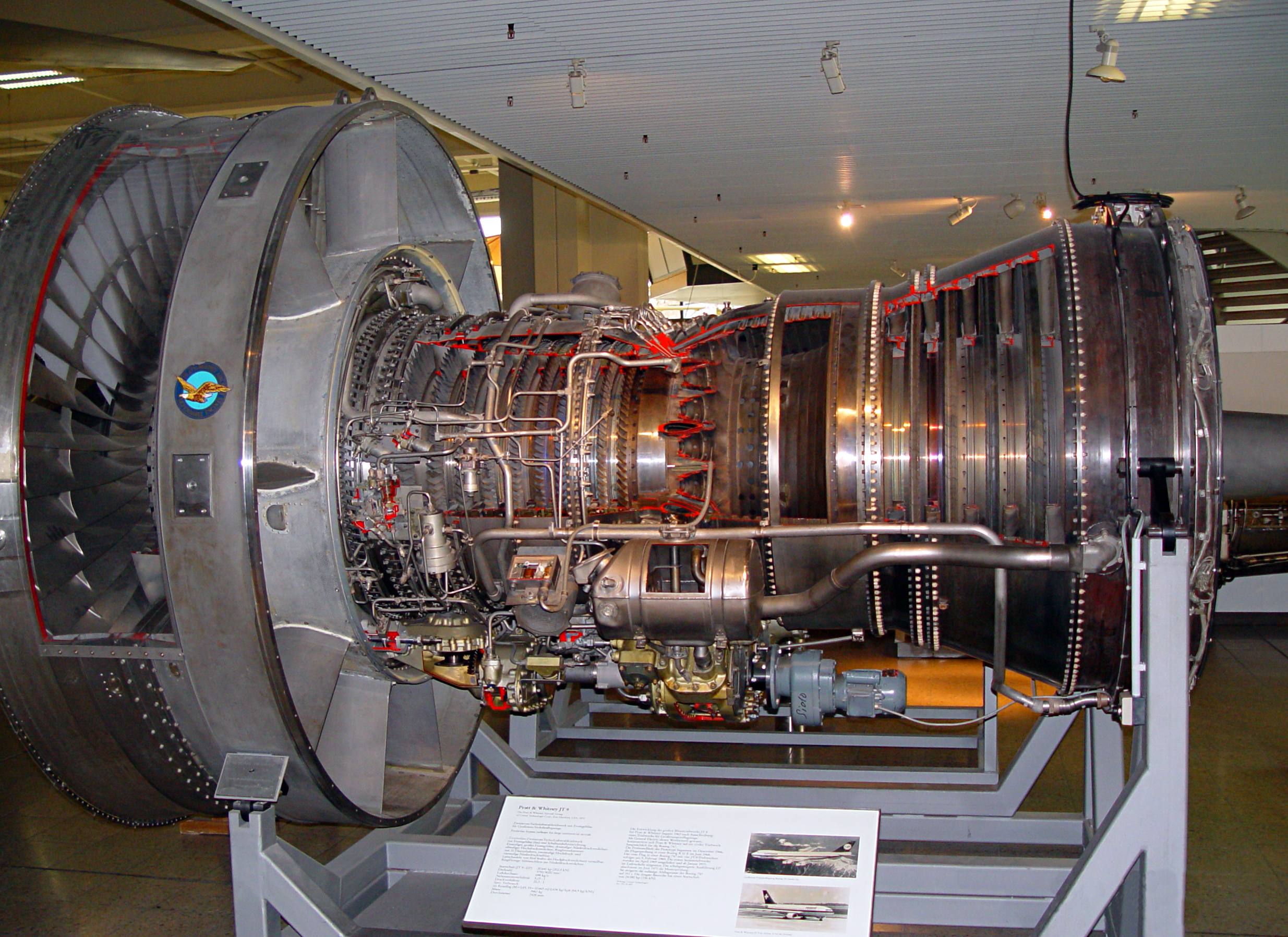
Ein teilweise aufgeschnittenes P & W JT9D (Deutsches Museum München)

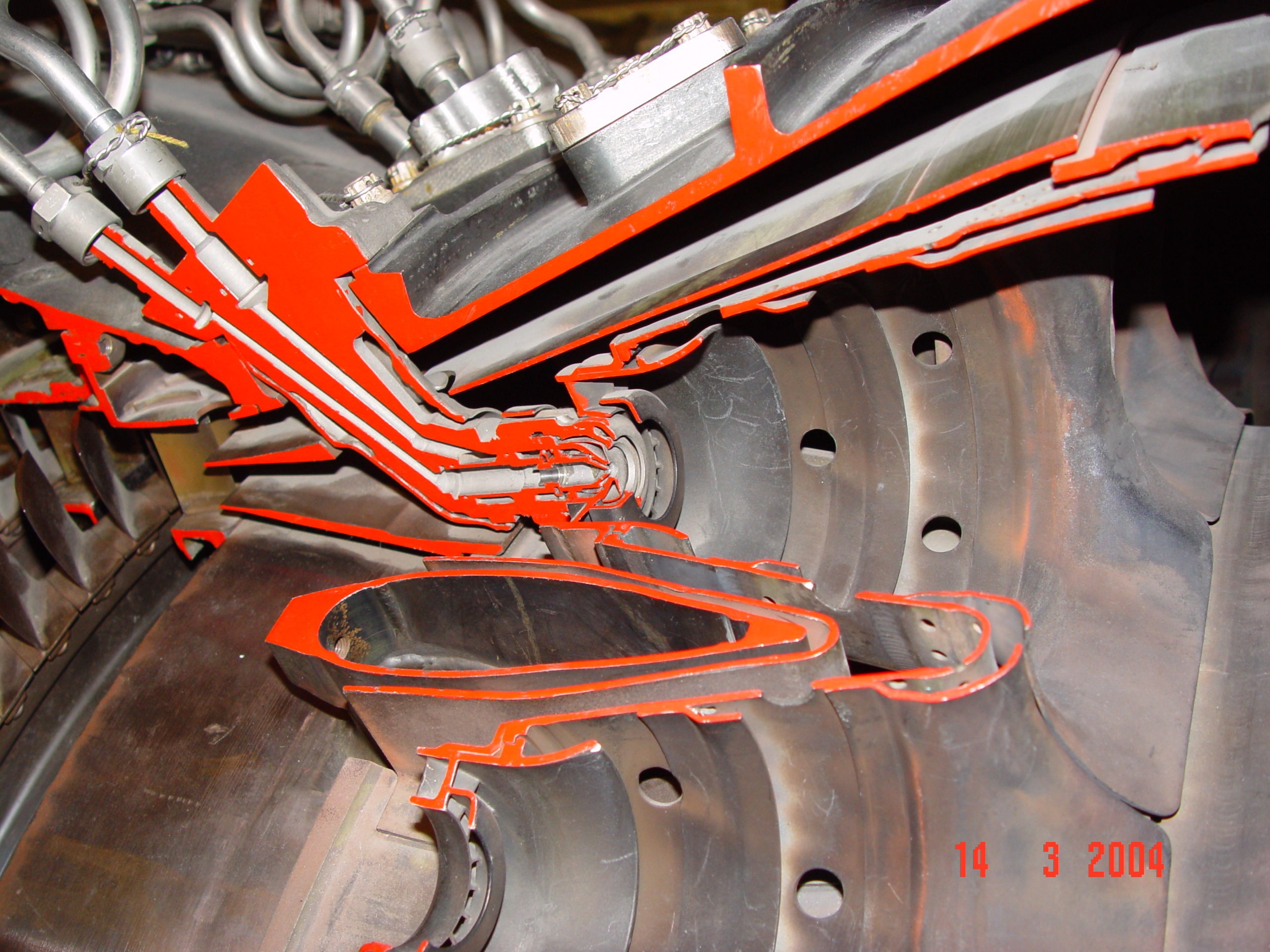
Brennkammer (aufgeschnitten)

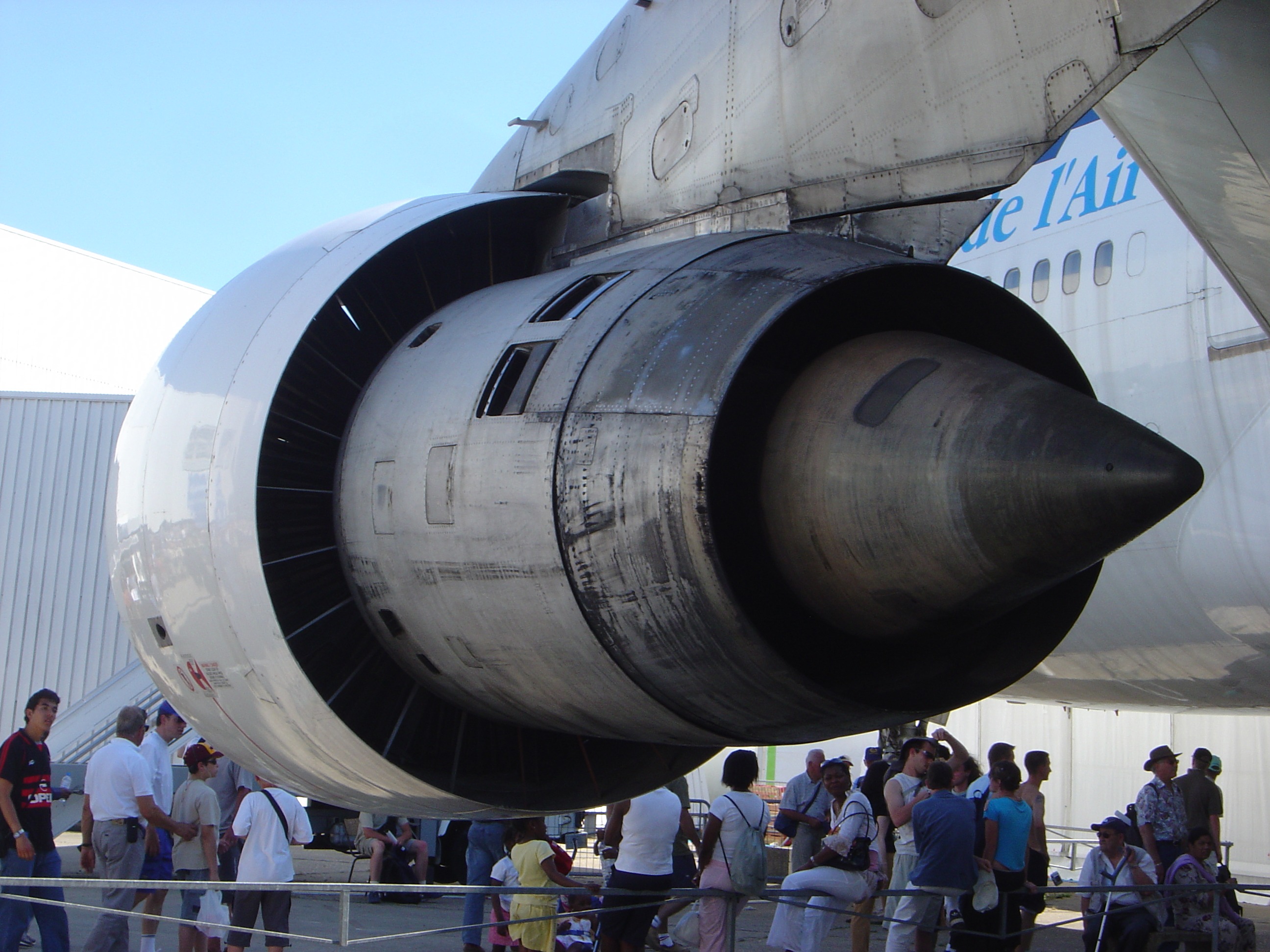
Pratt & Whitney JT9D an einer Boeing 747

Das Pratt & Whitney JT9D ist ein Strahltriebwerk des US-amerikanischen Herstellers Pratt & Whitney. Das erste Mantelstromtriebwerk mit hohem Nebenstromverhältnis für den zivilen Einsatz wurde ab Mitte der 1960er-Jahre für die Boeing 747 entwickelt, die einen neuen Typ von Großraumflugzeugen schuf. Zuvor unterlag es dem General Electric TF39 als militärisches Triebwerk für die Lockheed C-5 Galaxy; es wurde dann zum „zivilen“ JT9D weiterentwickelt.
Der Programmstart erfolgte im September 1965, der erste Lauf im Dezember 1966. 1969 bekam die Konstruktion die Zulassung der US-amerikanischen Luftfahrtbehörde FAA. Im Dezember 1970 begann der Einsatz im Linienflugverkehr an der Boeing 747.
Das JT9D besitzt ein hohes Nebenstromverhältnis von 5:1 und hatte anfangs eine Monopolstellung auf diesem Markt. Fast alle frühen Boeing 747 wurden mit diesem Triebwerk ausgestattet. Mit dem Erscheinen von zwei Konkurrenzprodukten, dem General Electric CF6 und dem Rolls-Royce RB211, reduzierte sich der Marktanteil jedoch erheblich. Technische Schwierigkeiten, welche dem Triebwerk den spöttischen Beinamen "Pratt & Geht nicht mehr" einbrachten, veranlassten z. B. die Lufthansa, ihre ersten Boeing 747-100 mit den JT9D schon früh durch neue 747-200 mit GE CF6 zu ersetzen.
Zwar konnte Pratt & Whitney mit der 1982 erscheinenden, verbesserten Version JT9D-7R4 wieder Boden gewinnen, jedoch nie die Anteile aus der Anfangszeit wieder erreichen. 1990 wurde die Produktion zugunsten des Nachfolgemodells Pratt & Whitney PW4000 eingestellt.
Neben der Boeing 747 konnten auch die Boeing 767, der Airbus A300, der Airbus A310 und die McDonnell Douglas DC-10 mit dem JT9D ausgestattet werden. Gerade bei den letzten drei Flugzeugtypen entschieden sich jedoch nur wenige Betreiber für das JT9D und bevorzugten das CF6-50- oder CF6-80C-Triebwerk von General Electric. So wurden zum Beispiel von den 446 DC-10 nur 42 unter der Typenbezeichnung DC-10-40 mit dem JT9D ausgestattet. Vielen Fluggesellschaften galt das Triebwerk als maßgeschneidert für die 747, während General Electric sich nicht auf einen Flugzeugtypen konzentrierte.